# Bodo Schmidt
Bodo Schmidt (Niebüll, 3 settembre 1967) è un allenatore di calcio ed ex calciatore tedesco, tecnico del TSV Rot-Weiß Niebüll.

## Carriera
Giocava come difensore. La sua prima squadra professionistica è stata l'Unterhaching dove ha militato per una stagione in prima squadra. Nel 1991 si è trasferito Borussia Dortmund contribuendo alla vittoria di due campionati tedeschi e due Supercoppe di Germania. Nel 1996 si è accasato per due stagioni al Colonia, e in seguito ha militato per quattro anni nel Magdeburgo. Ha concluso la carriera da calciatore al SpVgg Flensburg 08, dove nel 2005 ha intrapreso quella di allenatore. Dal 2007 al 2015 ha guidato il Frisia 03 Risum-Lindholm, e nello stesso anno è passato sulla panchina del TSV Rot-Weiß Niebüll.

## Palmarès

### Giocatore
- Campionato tedesco: 2

Borussia Dortmund: 1994-1995, 1995-1996
- Supercoppa di Germania: 2

Borussia Dortmund: 1995, 1996